# Revaz Tchkheidze
Revaz Tchkheidze (en géorgien : რევაზ ჩხეიძე), dit Rézo Tchkhéïdzé (en géorgien : რეზო ჩხეიძე), né le 8 décembre 1926 à Koutaïssi (Géorgie, à l'époque en URSS) et mort le 3 mai 2015  à Tbilissi (Géorgie), est un réalisateur soviétique et géorgien, nommé artiste du peuple de l'URSS en 1980 et citoyen d'honneur de la ville de Tbilissi en 2001.

## Biographie

### Jeunesse et formation
Le père de Revaz Tchkheidze dirige le théâtre de la ville géorgienne de Koutaïssi. Il est fusillé en 1937, durant les Grandes Purges staliniennes. Au cours des années 1940, il se rend à Tbilissi pour étudier à l'Institut d'art dramatique. En 1953, il termine à Moscou ses études à l'Institut national de la cinématographie (VGIK) où il est l'élève de Mikhail Romm et Sergueï Ioutkevitch.

### Carrière
Il interprète et monte des pièces de théâtre. En 1952 il participe à la réalisation d'un documentaire sur le compositeur Dimitri Arakichvili avec son ami Tenguiz Abouladze. Ensemble ils réaliseront des documentaires et des courts métrages jusqu'en 1956.
En 1956, Revaz Tchkheidze et Tenguiz Abouladze réalisent L'Âne de Magdana, qui remporte le prix du meilleur film de fiction dans la catégorie courts métrages au Festival de Cannes. Ils participent tous les deux à la Nouvelle Vague du cinéma géorgien.
En 1965, il réalise un film de guerre, Le Père du soldat, primé dans plusieurs festivals internationaux, dont celui de San Francisco,.
Artiste du Peuple de la République Socialiste Soviétique de Géorgie en 1966, il est distingué Artiste du peuple de l'URSS en 1980. En 1991, le prix Lénine lui est attribué, il le refuse.
De 1973 à 2006, il est directeur des studios Kartuli Pilmi, où sont tournés des films de cinéastes comme Eldar Chenguelaia, Otar Iosseliani et Sergueï Paradjanov. En 1995, il participe à la production du film Brigands, chapitre VII d'Otar Iosseliani et, en 2008, préside le jury du premier festival cinématographique international L'Arche de Noé à Grozny.
Le 3 mai 2015, l'artiste meurt à Tbilissi. Il est enterré au Panthéon de Didoube.

### Autres activités
De 1963 à 1981, il est le secrétaire de l'Union des cinéastes de la République Soviétique Socialiste de Géorgie. Il est élu député au Soviet suprême en 1974, et réélu en 1979.
En 1974, il devient professeur et responsable du département cinéma de l'Université d'État de théâtre et de cinéma Chota Roustavéli de Tbilissi.

## Filmographie
Réalisateur
- 1953 : Boris Paichadze
- 1955 : L'Âne de Magdana court métrage
- 1956 : Notre Champ
- 1959 : Maïa de Tskhnti (Майя из Цхнети)
- 1961 : Le Trésor
- 1962 : Le Sentier du littoral
- 1965 : Le Père du soldat
- 1969 : Quelle jeunesse! (ru)
- 1972 : Semis (ka)
- 1980 : Ton fils, terre
- 1988 : La Vie de Don Quichotte et Sancho mini série TV
- 2008 : Le Cierge du tombeau du Seigneur (Matskhovris Saplavze Antebuli Santeli), d'après Selma Lagerlöf

Scénariste
- 1968 : Queratmiani qualichvili
- 1980 : Ton fils, terre
- 1988 : La Vie de Don Quichotte et Sancho mini-séries TV

Acteur
- 1959 : Life in Your Hands
- 1974 : Night Visit TV
- 1992 : The Last Spring (documentaire où il témoigne)

Producteur
- 1998 : Here Comes the Dawn

## Récompenses
- 1956 : Meilleur film de fiction dans la catégorie courts métrages au Festival de Cannes pour L'Âne de Magdana
- 1965 : Nomination pour le grand prix au Festival international du film de Moscou pour Le Père du soldat
- 1969 : Prix du Komsomol de Géorgie pour le film Le Père du soldat
- 1980 : Artiste du peuple de l'URSS
- 1986 : Prix Lénine pour Ton fils, terre
- 2009 : Prix pour la contribution au cinéma international au Festival international du film de Moscou

## Distinctions
Le cinéaste est décoré de l'Ordre de l'Honneur. Il est citoyen d'honneur de la ville de Tbilissi.